# الدریس پترولیوم
الدریس پترولیوم (انگلیسی: Aldrees Petroleum) شرکت نفت و گاز عربستانی است، که در سال ۱۹۶۲ توسط محمد سعد الدریس تأسیس شد.
الدریس یک شرکت سهامی چندملیتی مستقر در ریاض، عربستان سعودی است که خدماتی در زمینه خرده‌فروشی نفت و لجستیک ارائه می‌دهد. این شرکت که در سال ۱۹۶۲ به عنوان یک شرکت مشارکتی خانوادگی تأسیس شد، پس از تجزیه در دسامبر ۲۰۰۴ به نام فعلی خود تغییر نام داد. تا سال ۲۰۲۱، این شرکت حدود ۶۰۰ پمپ بنزین در سراسر عربستان سعودی را در اختیار داشت و ۵٫۳٪ از ۱۱۰۰۰ پمپ بنزین این کشور را در اختیار داشت.